# ماکسیم بویکو
ماکسیم بویکو (اوکراینی: Максим Анатолійович Бойко؛ زادهٔ ۲۷ مهٔ ۲۰۰۴) بازیکن فوتبال اهل اوکراین است.